# NGC 5232
NGC 5232 је лентикуларна галаксија у сазвежђу Девица која се налази на NGC листи објеката дубоког неба.
Деклинација објекта је - 8° 29' 52" а ректасцензија 13h 36m 8,2s. Привидна величина (магнитуда) објекта NGC 5232 износи 13,0 а фотографска магнитуда 13,9. NGC 5232 је још познат и под ознакама MCG -1-35-3, IRAS 13335-0814, PGC 47998.